# Vaucelles-et-Beffecourt
Vaucelles-et-Beffecourt település Franciaországban, Aisne megyében. Lakosainak száma 233 fő (2022. január 1.). Vaucelles-et-Beffecourt Bourguignon-sous-Montbavin, Chivy-lès-Étouvelles, Étouvelles, Laval-en-Laonnois, Mons-en-Laonnois, Royaucourt-et-Chailvet és Urcel községekkel határos.

## Népesség
A település népessége az elmúlt években az alábbi módon változott:
| Lakosok száma | 146  | 197  | 213  | 219  | 227  | 253  | 265  | 246  | 237  | 233  |
|               | 1968 | 1982 | 1990 | 2006 | 2013 | 2015 | 2017 | 2019 | 2020 | 2022 |